# Gobernación de Duhok

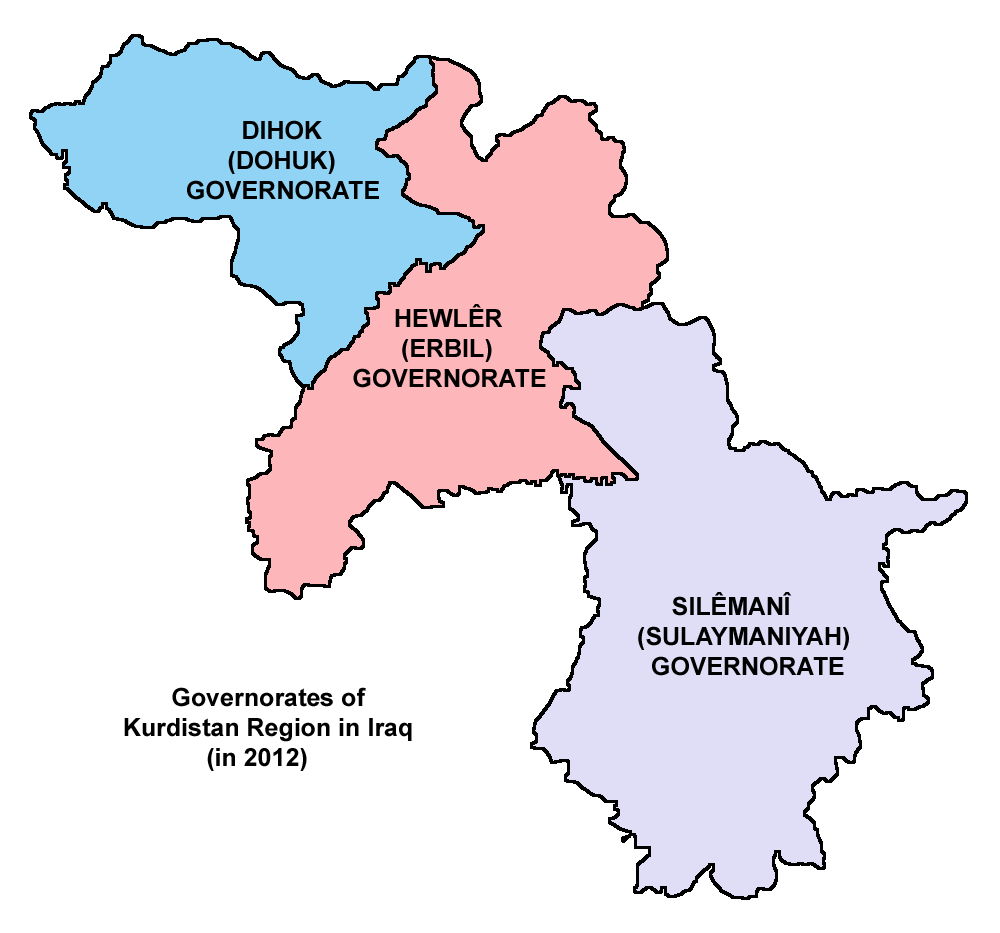

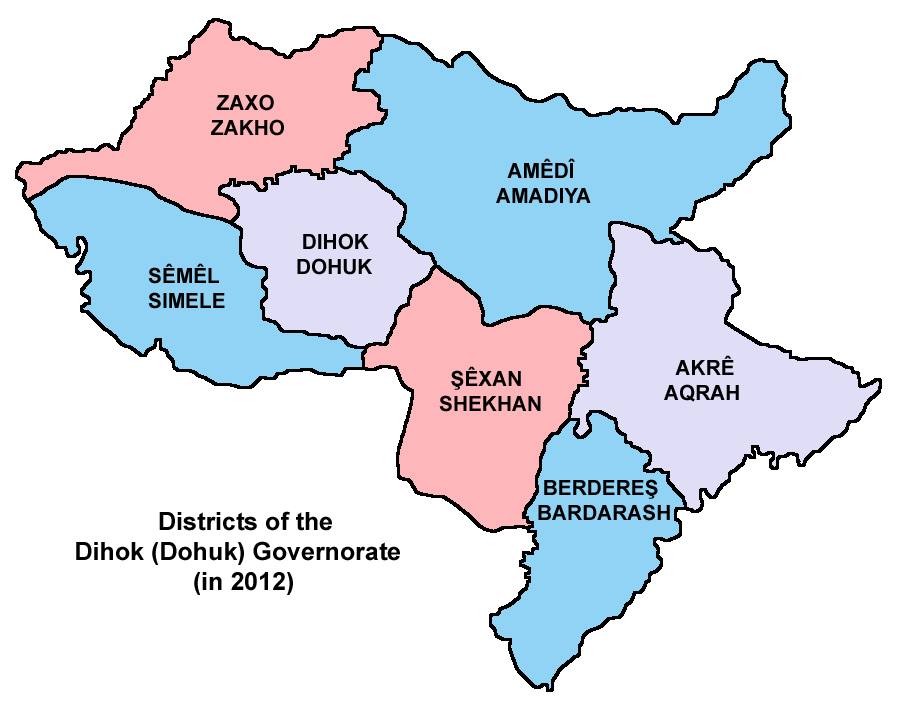

Duhok (en árabe, دهوك) es una de las dieciocho gobernaciones que conforman la república de Irak. Su capital es la homónima Duhok. Ubicada en el extremo norte del país, limita al norte con Turquía, al sureste con Erbil, al sur con Nínive y al oeste con Siria. Con 6553 km² es la cuarta gobernación menos extensa —por delante de Babilonia, Kerbala y Bagdad, la menos extensa—, con 1 128 700 habs. en 2011, la cuarta menos poblada —por delante de Kerbala, Mesena y Mutana, la menos poblada— y con 172 hab/km² la cuarta más densamente poblada, por detrás de Bagdad, Babilonia y Kerbala.
La gobernación incluye a la ciudad de Zakho, la cual ha servido en varias ocasiones como checkpoint para la frontera con Turquía. Es parte del Kurdistán Iraquí junto con Erbil y Solimania.